# Vibeengskolen
Vibeengskolen er en folkeskole der ligger i den sydlige del af stationsbyen Haslev på Midtsjælland. Den blev indviet i 2014 og er en skole der går fra 0-6 klasse og har ca. 500 elever. 
Skolen er tegnet af arkitektfirmaet Arkitema. Med støtte fra Statens Kunstfond er skolen kunstnerisk udsmykket af billedkunstner Ingrid Kæseler.